# ولور، تهریسور
ولور، تهریسور (به انگلیسی: Velur, Thrissur) یک روستا در هند است که در کرالا واقع شده‌است.

## خصوصیات
ولور ۲۸٫۳۲ کیلومترمربع مساحت و ۲۲٬۱۵۵ نفر جمعیت دارد.